# La Quotidienne
Pour l'émission de télévision française, voir La Quotidienne.
La Quotidienne est un journal royaliste fondé en 1790, auquel succède en 1848 le journal L'Union, lui aussi royaliste.

## Histoire

### La Quotidienne: de la Révolution à la monarchie de Juillet
Il est créé par M. de Coutouly au début de la Révolution. Les événements de 1792 entrainent la cessation de la parution, mais elle reprend en juillet 1794, après la chute de Robespierre, d'abord avec un autre titre (Le Tableau de Paris), puis sous son nom d'origine.
En 1817, Joseph-François Michaud devient rédacteur en chef, poste qu'il occupe jusqu’à sa mort en 1839, même si de 1824 à 1829, après un long procès il est accompagné dans sa fonction par Vincent Bonneau, agent de la police de la Restauration,.
En 1833, La Quotidienne employait encore "l'érudit Cohen, chargé de traduire les journaux étrangers", emploi supprimé ensuite" par la création des agences qui en fournissent des extraits traduits", s'est souvenu un des rédacteurs.

### L'Union: de la monarchie de Juillet à laIIIeRépublique
En février 1847, La Quotidienne fusionne avec La France et L'Écho français pour créer L'Union monarchique qui devient L'Union en 1848. Son directeur, Pierre-Sébastien Laurentie, en fait un journal ultra.
Lamartine y publie sa lettre Opinion du citoyen Lamartine sur le Communisme.
C’est aussi dans L’Union que, le 27 octobre 1873, est publiée la lettre ouverte à Pierre-Charles Chesnelong (14 avril 1820-22 juillet 1899) dans laquelle le « comte de Chambord » réaffirme son attachement au drapeau blanc et son refus de tout compromis.

## Collaborateurs
- Antoine François Philippe Dubois-Descours de la Maisonfort
- Balzac : il publie dans L'Union monarchique, du 7 avril au 3 mai 1847, son roman inachevé Le Député d'Arcis
- Jean-Pierre Gallais
- Joseph-Alphonse Esménard
- Joseph-Arthur de Gobineau : il est chargé à partir de 1840 d’une chronique des affaires diplomatiques ; en 1846, il y publie un roman-feuilleton, Les Aventures de Jean de La Tour-Miracle, puis Nicolas Belavoir
- Charles Nodier
- Pierre-Sébastien Laurentie (1817-1830)
- Jean-Joseph-François Poujoulat
- Jean-Baptiste Honoré Raymond Capefigue (1801-1872), historien et biographe
- Mathieu Villenave